# 15. armádní sbor (rakousko-uherská armáda)
15. armádní sbor byl na přelomu 19. a 20. století vyšší jednotkou rakousko-uherské armády s působností pro oblast okupované Bosny a Hercegoviny se sídlem v Sarajevu. Za první světové války byl sbor nasazen nejprve v Srbsku, poté v Haliči a nakonec v letech 1915–1918 na italské frontě. 

## Historie

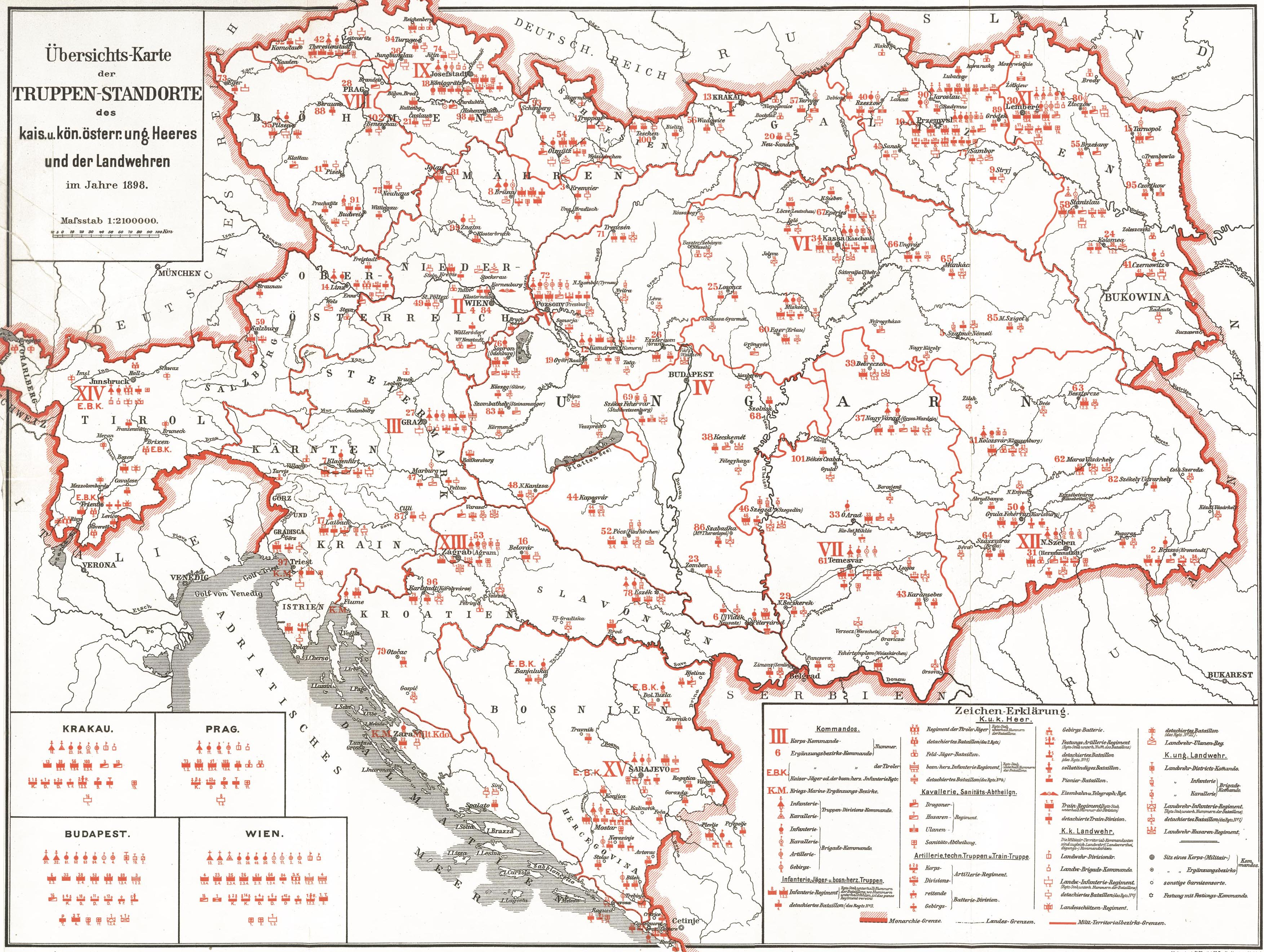
Územní rozdělení působnosti armádních sborů rakousko-uherské armády 1898

15. armádní sbor (15. Korpskommando) vznikl k datu 1. ledna 1883 reorganizací rakousko-uherské armády rozdělením dosavadních zemských velitelství pro jednotlivé korunní země Rakouska-Uherska. Patnáctý armádní sbor byl zemským velitelstvím pro oblast okupované Bosny a Hercegoviny, která se teprve několik let předtím stala součástí c. k. monarchie (1878). Velitelství sboru sídlilo v centru Sarajeva na břehu řeky Miljacky v areálu tzv. Filipovićevých kasáren (hlavní budova byla postavena podle projektu českého architekta Františka Blažka, dnes zde sídlí Ministerstvo obrany Bosny a Hercegoviny). V několika případech byl velitel armádního sboru zároveň zemským správcem Bosny a Hercegoviny. Pod 15. armádní sbor patřila 1. pěchotní divize v Sarajevu s třemi horskými brigádami ve Višegradu, Foči a Sarajevu, dále 48. pěchotní divize v Sarajevu s třemi horskými brigádami v Sarajevu, Tuzle a Banja Luce. Pod 15. armádní sbor dále patřily 2. horská dělostřelecká brigáda v Sarajevu a 5. pevnostní dělostřelecká brigáda taktéž v Sarajevu. Doplňovacími okresy sboru byly Sarajevo, Banja Luka a Tuzla. Sbor disponoval posádkovou nemocnicí v Sarajevu a třemi útvarovými nemocnicemi v Banja Luce, Foči a Tuzle. Dále měl sbor k dispozici tři věznice (Sarajevo, Banja Luka, Tuzla).
Na začátku první světové války byl 15. armádní sbor začleněn do armády generála Potiorka určené pro boje na srbské frontě. Během invaze do Srbska se jednotky sboru zúčastnily se střídavými úspěchy bojů na Drině. Ještě v roce 1914 byl sbor převelen do Haliče na východní frontu, ale po vstupu Itálie do války na straně Trojdohody došlo k dalšímu přesunu na italskou frontu (1915). Zde se 15. armádní sbor zapojil do bojů na Soči a nakonec setrval v Itálii až do závěrečné porážky rakousko-uherské armády v bitvě u Vittorio Veneta (1918). Po odchodu většiny jednotek 15. sboru na srbskou frontu zůstala v Sarajevu umístěna menší posádka. Jejími veliteli s kompetencí pro celou oblast Bosny a Hercegoviny byli v průběhu první světové války generálové Jan Diviš (1914–1916) a Erwin von Mattanovich (1916–1918).

## Velitelé 15. armádního sboru
- 1. ledna 1883 – 2. prosince 1903 generál jezdectva Johann baron von Appel, zároveň místodržitel v Bosně a Hercegovině
- 3. prosince 1903 – 25. června 1907 polní zbrojmistr Eugen baron von Albori, zároveň místodržitel v Bosně a Hercegovině
- 26. června 1907 – 6. března 1909 generál jezdectva Anton baron von Winzor, zároveň místodržitel v Bosně a Hercegovině
- 7. března 1909 – 7. října 1909 generál pěchoty Marijan Varešanin, místodržitel v Bosně a Hercegovině 1909–1911
- 7. října 1909 – 20. září 1911 generál pěchoty Moritz von Auffenberg
- 23. října 1911 – 20. ledna 1915 generál pěchoty Michael von Appel
- 20. ledna 1915 – 26. července 1915 generál pěchoty Vinzenz Fox
- 26. července 1915 – 12. dubna 1917 generál pěchoty Rudolf Stöger-Steiner von Steinstätten
- 12. dubna 1917 - říjen 1918 generál pěchoty Karl Scotti
- říjen 1918 – listopad 1918 polní podmaršál Aurel Le Beau